# Crotonsäurenitril
Crotonsäurenitril ist ein ungesättigtes Nitril mit einer trans-substituierten Kohlenstoff-Kohlenstoff-Doppelbindung. Die isomere cis-Verbindung hat nur eine geringe Bedeutung. Die Verbindung ist eine gelbliche Flüssigkeit. Eine weitere isomere Verbindung ist das Allylcyanid.